# Liste des castra par province
Les castra (du latin, au singulier castrum) étaient des forts militaires de différentes tailles utilisés par l'armée romaine dans tout l'Empire, en Europe, en Asie et en Afrique. Les plus grands castra étaient des forteresses légionnaires permanentes.

## Localisations
La disposition des castra reflète les zones les plus importantes de l'empire d'un point de vue militaire. Nombre d'entre elles étaient disposées le long des frontières, notamment en Europe du Nord et en Europe centrale. La frontière orientale était un autre point central, où l'Empire romain affrontait l'un de ses ennemis de longue date, l'Empire perse. D'autres castra étaient situées dans des zones stratégiquement importantes, comme en Égypte, d'où provenait la majeure partie des richesses de l'empire. Enfin, d'autres castra étaient situées dans des zones où les Romains connaissaient des troubles locaux, comme le nord de l'Espagne et la Judée. Les provinces où la puissance romaine était incontestée, comme l'Italie, la Gaule, l'Afrique et la Grèce, ne disposaient que de peu, voire pas de castra.
Au cours de la longue histoire de l'Empire romain, le caractère de sa politique militaire a évolué, et par conséquent l'emplacement et la dimension des castra ont évolué. Sous les empereurs Gallien et Aurélien (puis Dioclétien), l'armée romaine était organisée en une armée centrale à forte mobilité (le comitatus) et en troupes locales (les limitanei). Certaines castra perdirent de l'importance, d'autres furent construites dans de nouvelles zones, et en général elles perdirent leur rôle de quartier permanent pour d'énormes corps de troupes.

## Castra par provinces romaines

### Aegyptus
Alexandria, Babylone, Coptos, Nicopolis

### Africa
Ammaedara, Lambaesis, Thamugas, Theveste

### Arabia Petraeaet son limes
Betthorus (actuelle el-Lejjun en Jordanie), forteresse légionnaire sur le limes Arabicus où était stationnée la Legio IV Martia au IVe siècle.

### Armenia
Satala

### Britannia

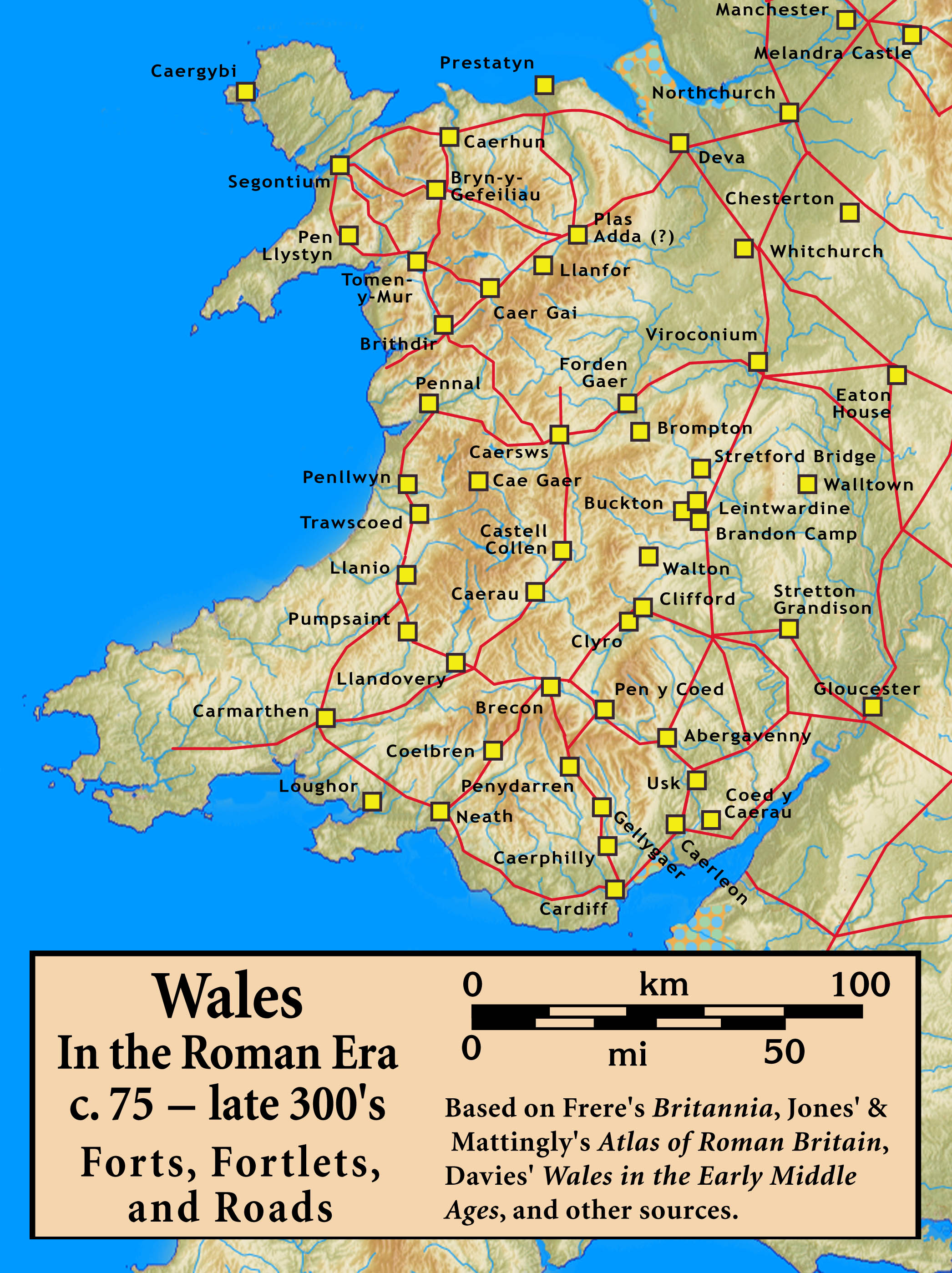
Pays de Galles romain : Forts et fortins

Alauna, Arbeia, Banna, Branodunum, Bremenium, Burrium, Camulodunum, Derventio Coritanorum, Derventio, Deva Victrix, Eboracum, Epiacum, Glevum, Isca Dumnoniorum, Isca Augusta, Condercum, Concangis, Corinium, Galava, Glannoventa, Leucarum, Lindum, Mamucium, Manduessedum, Mediobogdum, Navio, Morbium, Olicana, Pinnata Castra, Portus Adurni, Regulbium, Segedunum, Trimontium, Vindolanda, Vinovia, Viroconium, Voreda
Autres castra de nom inconnu :
Bar Hill, Bearsden, Lunt Fort, Normandykes, Raedykes, Templeborough

### Cappadocia
Melitene

### Commagene
Samosata, Zeugma

### Corsica
Aleria, Aurelianus

### Dacia
Voir aussi : Armée romaine en Dacia et Liste des castra en Roumanie
Acidava, Ad Mutrium, Ad Pannonios, Agnaviae, Aizis, Altenum, Angustia, Apulum, Arcidava, Arcobara, Arutela, Auraria Daciae, Bacaucis, Berzovia, Buridava, Caput Bubali, Caput Stenarum, Castra Traiana, Castra Nova, Certinae, Cumidava, Dierna, Drobeta, Jidava, Largiana, Micia, Naissus, Napoca, Optatiana, Partiscum, Pelendava, Pons Aluti, Pons Vetus, Porolissum, Potaissa, Praetoria Augusta, Praetorium (Copăceni), Praetorium (Mehadia), Resculum, Romula, Rupes, Rusidava, Samum, Sucidava, Tibiscum, Ulpia Traiana Sarmizegetusa
Autres castra de nom inconnu :
Albești, Bădeni, Băile Homorod, Boroșneu Mare, Brusturi, Brâncovenești, Bucium, Buciumi, Bulci, Bumbești-Jiu - Gară, Bumbești-Jiu - Vârtop, Băneasa, Bănița, Chitid, Cigmău, Cincșor, Cioroiu Nou, Colțești, Constantin Daicoviciu, Cornuțel, Cristești, Crâmpoia, Călugăreni, Desa, Duleu - Cornet cetate, Duleu - Odăi, Federi, Feldioara, Fizești, Fâlfani, Gherla, Gilău, Gresia, Hinova, Hoghiz, Hunedoara, Ighiu, Islaz, Izbășești, Izvoarele, Jac, Livezile, Luncani / Târsa, Moldova Nouă, Negreni, Ocna Sibiului, Olteni, Odorheiu Secuiesc, Orheiu Bistriței, Pietroasele, Pietroșani, Ploiești, Plosca, Poiana, Pojejena, Porceni, Purcăreni, Putineiu, Puținei, Roșiorii de Vede, Râu Bărbat, Răcarii de Jos, Războieni-Cetate, Reci, Salcia, Sfârleanca, Sighișoara, Slăveni, Stremț, Surducu Mare, Sânpaul (Harghita), Sânpaul (Mureș), Săpata de Jos, Sărățeni, Sfârleanca, Tihău, Titești, Târnăveni, Urlueni, Voinești, Voislova, Șinca Veche, Zăvoi
Castra possibles indiqués sur la Tabula Peutingeriana mais pas étudiés :
Ad Aquas/Aquae, Brucla, Gaganis, Masclianis, Petris, Salinae/Salinis

### Dalmatia
Delminium, Burnum, Ragusia or Laus, Tilurium, Split

### Gallia
Argentoratum, Castra Constantia, Lugdunum
Autres castra de nom inconnu :
Oudenburg

### Germania
Abusina, Augusta Vindelicorum, Bonna, Colonia Agrippinae, Flevum, Moguntiacum, Novaesium, Noviomagus, Traiectum, Vetera
Autres castra de nom inconnu :
Saalburg

### Hispania
Asturica Augusta, Castra Servilia, Legio, Lucus Augusti, Tarraco

### Italia
Castra ad Fluvium Frigidum, Castra Albana, Castra Nova equitum singularium, Castra de l'ancienne Rome, Castra Peregrina, Castra Praetoria, Cremona, Emona, Castra Taurinorum, Placentia

### Judaea
Voir aussi Syria Palaestina. Sont incluses Galilee et Perea.
Legio, Aelia Capitolina [douteux – débattue], Raphana [douteux – débattue]

### Mesopotamia
Nisibis, Singara, Ziata

### Moesia
Voir aussi : Liste des castra en Roumanie
Ad Stoma, Aliobrix, Altinum, Argamum, Arrubium, Axiopolis, Beroe, Callatis, Capidava, Carsium, Cius, Dinogetia, Drajna de Sus, Histriopolis, Halmyris, Libida, Novae, Noviodunum, Oescus, Ratiaria, Sacidava, Salsovia, Scupi, Singidunum, Stratonis, Tomis, Troesmis, Ulmetum, Viminacium
Autres castra de nom inconnu :
Basarabi-Murfatlar, Tirighina-Bărboși, Cernavodă

### Noricum
Asturis (Zwentendorf), Cannabiaca (Zeiselmauer-Wolfpassing), Comagena, Lauriacum, Lentia

### Osrhoene
Circesium

### Pannonia
Aquincum, Brigetio, Carnuntum, Mursa, Poetovio, Sirmium, Taurunum, Vindobona

### Raetia
Brigantium, Castra Regina, Batavis, Castra Maiense

### Maxima Sequanorum
Augusta Raurica, Vindonissa

### Syria
Androna, Apamea, Bostra, Dura, Emesa